# عبد الحميد حليم شاه سلطان قدح
بادوكا سري السلطان السير عبد الحميد حليم شاه بن السلطان أحمد تاج الدين مكرم شاه (4 يونيو 1864 – 13 مايو 1943) كان سلطان قدح السادس والعشرين. حكم من عام 1881 إلى عام 1943.

## العلاقات الخارجية
خلال فترة حكمه، طلب السلطان قرضًا بقيمة 2500000 دولار من سيام خلال الأزمة المالية للدولة في عام 1905. مدد القرض بشرط قبول مستشار مالي من بلاط سيام وإنشاء مجلس دولة لمساعدة السلطان في إدارة جميع الشؤون العامة. أدى ذلك إلى إصدار دستور جديد في 29 يوليو 1905. كان مجلس الدولة يديره إخوته ويتبعهم أبناؤهم. وبالتالي أدى تشكيل مجلس الدولة إلى الحد من السلطات الإدارية للسلطان.
تميز عهده بالانتقال من السيادة السيامية على قدح إلى المحمية البريطانية لدول الملايو غير الفيدرالية بعد المعاهدة الأنجلو السيامية لعام 1909.

## حياته الشخصية
هو ابن السلطان أحمد تاج الدين مكرم شاه ووان حجر. كان للسلطان عدة زوجات مثل: تشي مانجلارا، وتشي صوفيا، وشريفة فاطمة بنت سيد إدروس، وشريفة صحة بنت سيد حسين، وتشي سباتشندرا، وشريفة مريم وتشي لاراسيه. وابنه هو تونكو عبد الرحمن الذي أصبح فيما بعد أول رئيس وزراء لماليزيا.